# Het Nachthok
Het Nachthok is een wijk in Harderwijk nabij het treinstation. 
De woonwijk is ontstaan op de plek waar in het begin van de 19e eeuw het vee in de hoek van de Stadsweiden de nacht doorbracht. In de wijk staan nog steeds de oudste woningwetwoningen van de Centrale Woningstichting, die oorspronkelijk waren bedoeld voor de kruiwagenboertjes uit de binnenstad van Harderwijk. 
In 1883 werd een aankondiging geplaatst in de lokale krant, waarin stond dat men grasland kon pachten bij de nachtverblijven. Er schreven zich toen 6 pachters in, die elk samen met nog twee medepachters de rechten toegewezen kregen. Voor rond de 100 gulden -voor die tijd een hoog bedrag- kon een gebied toegewezen krijgen bij de nachtverblijven aan de Achterste Wei. Dit bedrag te duur voor één enkele arme stadsboer, dus de medepachters waren zeker nodig! In 1910 begon de bouw van de eerste tien stadsboerderijen, ontworpen door gemeentearchitect Thiemens. Pas in 1921 werden de volgende 32 woningen gebouwd, die nu nog steeds herkenbaar zijn aan de rieten daken. Deze tweede serie werd ontworpen door de Architect P.H. van Lonkhuyzen. Later groeide het gebied uit tot het eerste “bedrijventerrein” van Harderwijk, bekend in de gemeente onder de naam bedrijventerrein 'Weiburg'.
Mede door de heer J.L.N. Schaefer, die in 1975 staatssecretaris was van Volkshuisvesting en Ruimtelijke Ordening, hebben de 30 overgebleven woningen bij de renovatie hun rieten dak behouden. Weliswaar werden er vierendertig stadsboerderijen gebouwd (twee onder één kap), maar op 11 oktober 1944 werden vier stadsboerderijen aan de Baanweg vernietigd door een geallieerd bombardement. Deze vier zijn in 1947 vervangen door "arbeiderswoningen". Naast de nog in de wijk staande dertig gemeentelijke monumentale stadsboerderijtjes uit 1921 zijn er nog acht andere stadsboerderijen in de historische woonwijk. Helaas zijn zij door de tijd heen hun oorspronkelijke functie kwijtgeraakt. In hun omgeving vormen deze voormalige boerderijen uit 1910 samen met de dertig stadsboerderijtjes de basis van “Het Nachthok”. 

## Plannen tot sloop
Vanwege de wens van de gemeente Harderwijk om van de Nederlandse Spoorwegen een intercitystatus te krijgen, zijn er extra parkeerplaatsen nodig. Om deze extra plekken te kunnen realiseren, zou een stuk van 'Het Nachthok' gesloopt moeten worden. Deze plannen zijn vergelijkbaar met het eerste bestemmingsplan van de gemeente Harderwijk (1954), die vanwege onvoldoende financiële middelen niet is uitgevoerd. De bestaande plannen zijn nog altijd niet meer dan dat.

## Uitbreiding
Het met het Nachthok vergroeide bedrijventerrein "Weiburg" wordt steeds verder ontmanteld. In het voormalige industriegebied moeten de komende jaren honderden woningen verrijzen. Ook wilde de gemeente Harderwijk in 2017 in het gebied ruimte maken voor ‘onderwijs en zorg’. Oorspronkelijk was het de bedoeling om deze pop-up wijk geleidelijk uit te breiden tot een aantal van zo’n tachtig woningen, maar deze plannen liepen vast na protesten van bewoners uit het Nachthok die zich niet gehoord voelden bij de plannen voor herontwikkeling. Wel zijn in 2018 in het gebied 15 "woonunits" geplaatst door woningcorporatie UWOON.